# Тюгаль, Пьер
Пьер Тюгаль (фр. Pierre Tugal; 13 августа 1883 Тауроген, Ковенской губернии — 6 июня 1964) — французский писатель
, музыкальный критик и балетовед. Доктор юридических и гуманитарных наук.

## Биография
Эпштейн Илья Михелевич родился в Таурогене в еврейской семье. С 1923 года начал заниматься исследованием балетного искусства.
В 1931 году совместно с Рольфом де Маре основал в Париже «Международный архив танца» и был его хранителем до закрытия архива в 1952 году.
В 1935 году Тюгаль был основателем Международной ассоциации хореографических критиков L’Association de la Presse Chorégraphique. Делегат ЮНЕСКО, доктор юридических и гуманитарных наук, посвятил себя литературным и художественным исследованиям, специализируясь на театре и танце. Занимался исследованиями по использованию танца в реабилитации инвалидов и психически больных.
Автор ряда статей и нескольких книг по танцу и балету, в том числе Initiation à la Danse (1947), La danse a travers les âges et les arts, La danse theâtrale espagnole, Petite histoire de l’art et des artistes (1952), La Danse Classique sans Maître (в соавт. с Люсьеном Леграном, 1956), Der grosse Reformator des Ballets (1959), La danse sans maître (1962), работы о Новерре, французском балетмейстере XVIII века (1959).
По матери приходился родственником Осипа Брика. Был женат на сестре А. Тансмана Терезе.